# 张寿荣
张寿荣（1928年2月17日—2024年7月14日），河北定县人，生于山东济南，中国钢铁冶金专家，中国工程院院士，武汉钢铁集团公司高级工程师。

## 生平
1928年2月17日，张寿荣出生在山东省济南市。
1949年毕业于天津北洋大学冶金工程系，获工学士学位。
1995年，当选中国工程院院士。